# Lawrence Kasdan
Lawrence Kasdan, född 14 januari 1949 i Miami, Florida, är en amerikansk filmregissör, producent och manusförfattare. 
Kasdan första bidrag till filmbranschen kom i mitten av 1970-talet då han sålde sitt manuskript för Bodyguard till Warner Bros (vilket slutligen blev film 1992). 1979 anlitades Kasdan av George Lucas för att färdigställa manuset för Rymdimperiet slår tillbaka (1980), efter Leigh Bracketts bortgång. Kasdan skrev sedan manus för Jakten på den försvunna skatten (1981) och Jedins återkomst (1983).
Kasdans regidebut kom 1981 med Het puls, vilken han även skrev. Han är känd för att både skriva och regissera sina filmer. Han har Oscarnominerats fyra gånger, för manusen till Människor emellan (1983), Grand Canyon - som livet självt (1991) och Den tillfällige turisten (1988) (två nomineringar).
Som skådespelare gjorde han en biroll i filmen Livet från den ljusa sidan (1997).

## Filmografi i urval
| År   | Filmtitel                       | Roll                               |
| ---- | ------------------------------- | ---------------------------------- |
| 1980 | Rymdimperiet slår tillbaka      | manus                              |
| 1981 | Jakten på den försvunna skatten | manus                              |
| 1981 | Het puls                        | manus, regi                        |
| 1981 | Kalla mig Örnie                 | manus                              |
| 1983 | Jedins återkomst                | manus                              |
| 1983 | Människor emellan               | manus, regi och exekutiv producent |
| 1985 | Silverado                       | manus, regi och producent          |
| 1988 | Den tillfällige turisten        | manus, regi och producent          |
| 1990 | Jag älskar dig till döds        | regi                               |
| 1991 | Grand Canyon - som livet självt | manus, regi och producent          |
| 1992 | Bodyguard                       | manus och producent                |
| 1994 | Wyatt Earp                      | manus, regi och producent          |
| 1995 | French Kiss                     | regi                               |
| 1999 | Mumford                         | manus, regi och producent          |
| 2003 | Drömfångare                     | manus, regi och producent          |
| 2010 | Clash of the Titans             | manus                              |
| 2015 | Star Wars: Episod VII           | manus                              |
| 2018 | Solo: A Star Wars Story         | manus                              |